# 喷发柱

2022年1月15日，洪阿湯加-洪阿哈阿帕伊島海底火山首次噴發的噴發柱與衝擊波的衛星動畫。

喷发柱是火山喷出物、火山气体和周围大气的混合物。喷发柱多由火山喷出的碎屑组成。大规模火山喷发時，喷发柱将大量火山物质喷射进平流层，有引发全球气候事件的可能性 (火山冬天)。
爆炸性噴發中常見的現像是噴發柱塌陷，即噴發柱過於密集或變得過於密集而無法透過空氣對流升入高空，而且相反，從火山的斜坡上落下，形成火山碎屑流或火山碎屑湧浪（儘管後者密度較小）。在某些情況下，如果物質的密度不足以掉落，則可能會形成火焰產生的積雨雲(Cumulonimbus flammagenitus)。

## 形成

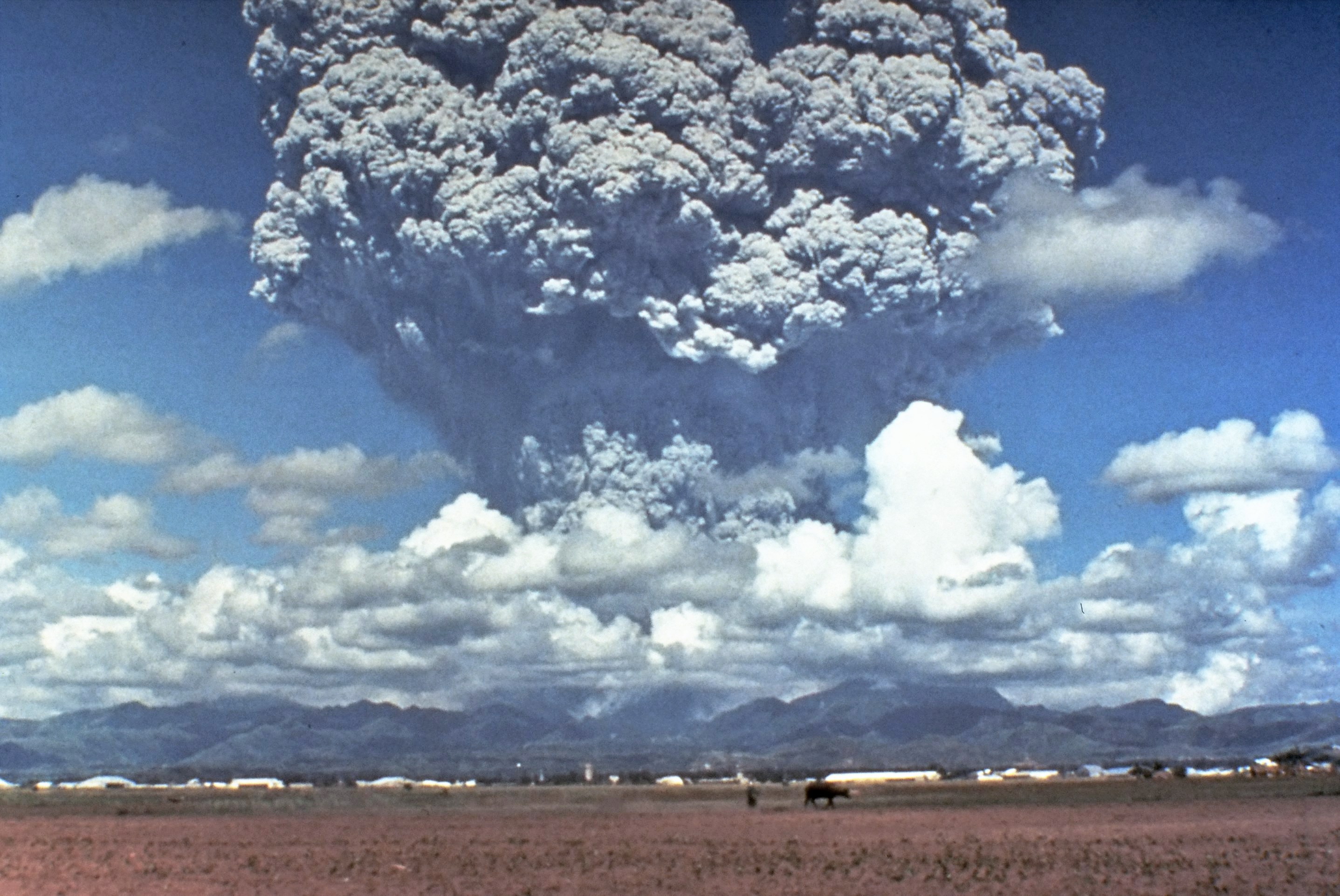
菲律賓皮纳图博火山上空的噴發柱，1991年。

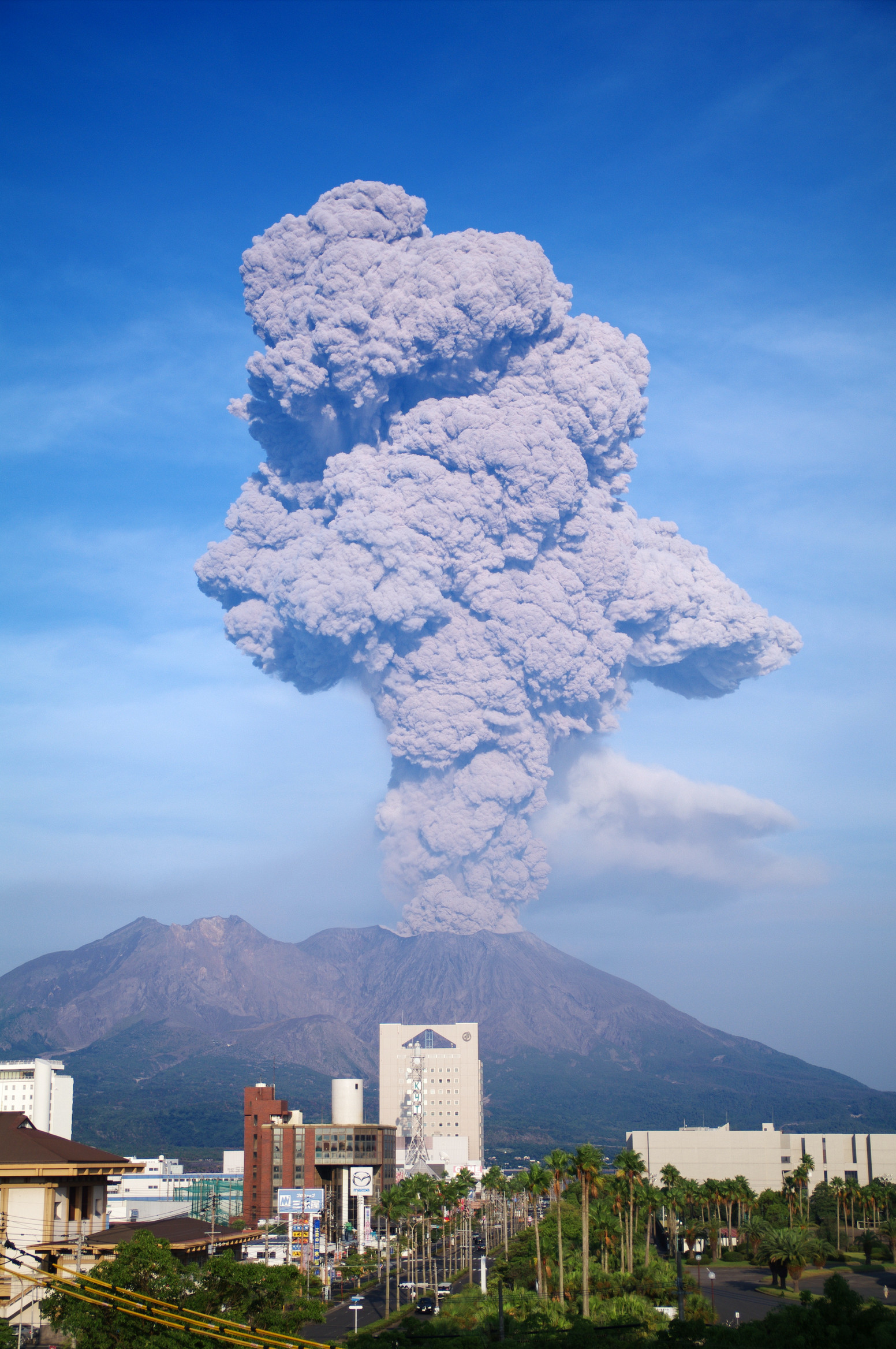
日本櫻島的噴發柱，2009年。

噴發柱是在爆發性火山活動中形成的，當上升的岩漿中高濃度的揮發性物質導致其破碎成細小的火山灰和粗的火山噴發碎屑時。 火山灰和火山噴發碎屑以每秒數百公尺的速度噴出，並在巨大的對流的作用下迅速上升到幾公里的高度。
如果由離散爆炸形成，則噴發柱可能是短暫的；如果由連續噴發或緊密間隔的離散爆炸產生，則噴發柱可能是持續的。

## 結構
噴發柱中的固體和液體物質透過隨物質上升而變化的過程被提升：
- 在柱的底部，物質被快速膨脹的氣體（主要是蒸汽）的壓力猛烈地向上推出火山口。 氣體膨脹是因為其上方岩石的壓力隨著接近地表而迅速減少。 此區域稱為氣體推力區域，通常僅到達噴口上方一兩公里。
- 對流推力區域覆蓋了柱體的大部分高度。 氣體推力區域非常湍流，周圍的空氣混入其中並被加熱。 空氣膨脹，密度降低上升。 上升的空氣攜帶著噴發時夾帶的所有固體和液體物質向上。
- 當氣柱上升到密度較小的周圍空氣中時，它最終將達到一個高度，其中上升的熱空氣與周圍的冷空氣具有相同的密度。 在這個中性浮力區域，噴發的物質將不再透過對流上升，而僅透過其具有的任何向上動量上升。 這稱為傘狀區域，通常以向側面展開的柱子來標記。 噴發物質和周圍的冷空氣在傘狀區域的底部具有相同的密度，頂部以動量將物質向上攜帶的最大高度為標誌。 由於該地區的速度非常低或可以忽略不計，因此經常被平流層風扭曲。

## 關聯條目
- 火山爆发
- 火山灰
- 冰火山
- 培雷火山
- 培雷式噴發（英语：Peléan eruption）
- 佩莱火山
- 普林尼式火山噴發

## 外部連結
- （英文）美國地質調查局資訊[]
- （英文）Description of Galunggung eruption column